# Woonboot-Museum

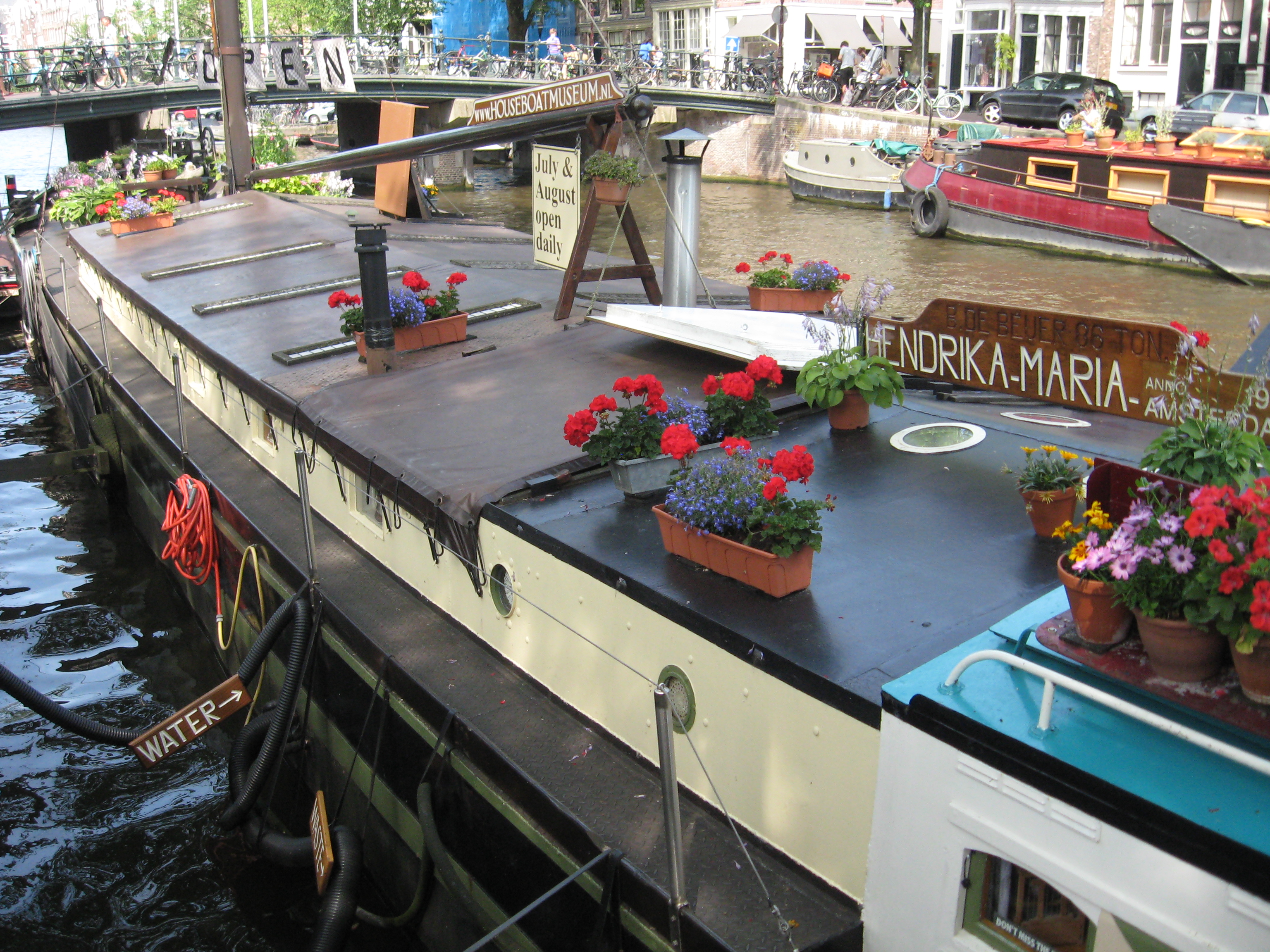
Die Hendrika Maria beherbergt das Hausbootmuseum

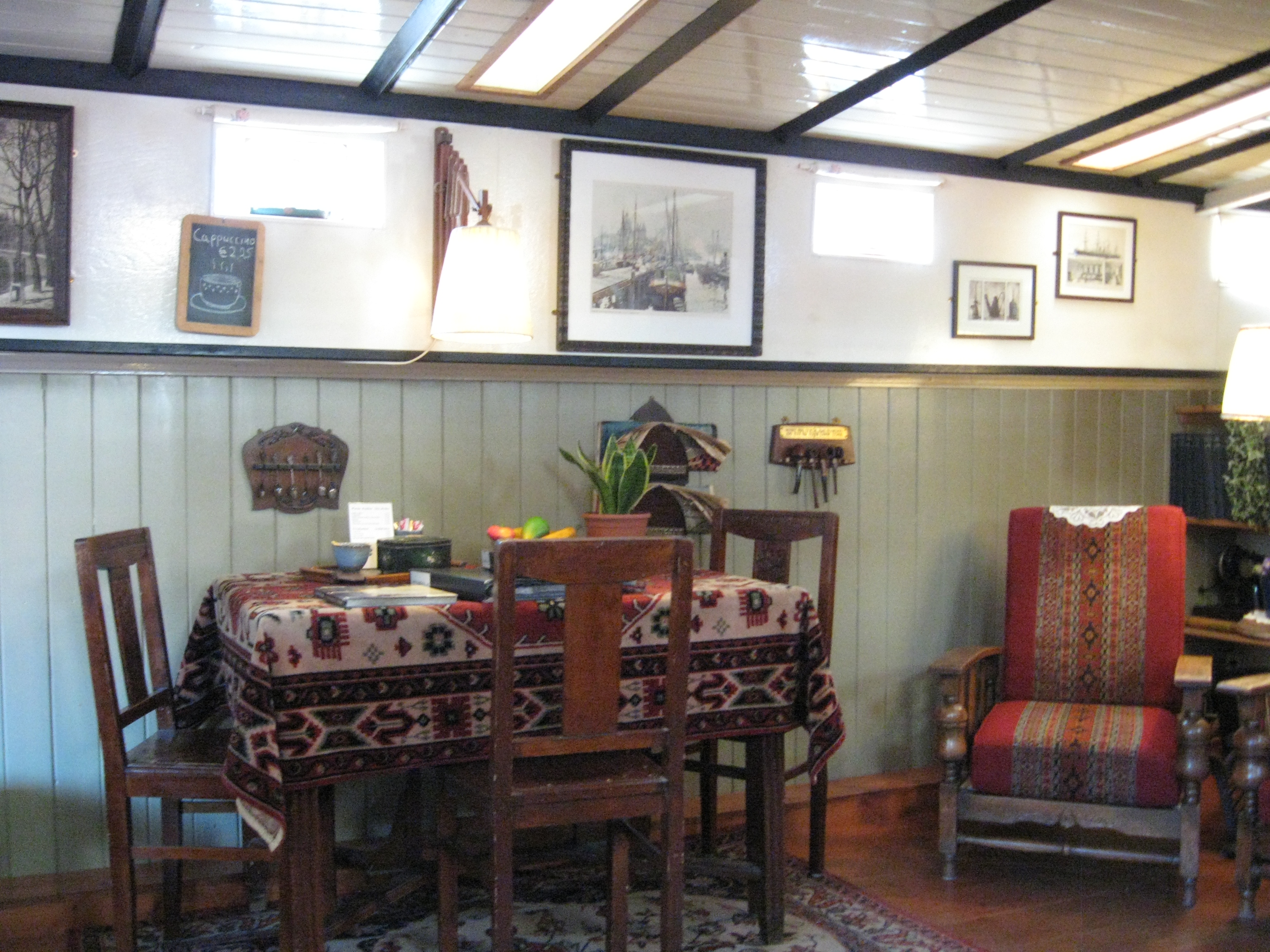
Wohnzimmer

Das Woonboot-Museum (deutsch Hausbootmuseum; englisch Houseboat Museum) befindet sich im Amsterdamer Stadtviertel Jordaan in der Prinsengracht 296 K. Die Hendrika Maria, ursprünglich ein Frachtschiff für den Transport von Sand und Kies, wurde 1967 als Museum eingerichtet. Bei den Umbauarbeiten sind viele Originaldetails erhalten geblieben. Das Museum bietet den Besuchern einen Einblick in das Leben auf dem Wasser.

## Geschichte
Das ehemalige Frachtschiff wurde 1913 in Gendt gebaut. Es hatte eine Länge von 15 Meter und eine Breite von 3,80 Meter. Nach dem Umbau zu einem Wohnboot war es rund 20 Jahre bewohnt. Der Name, „Hendrika Maria“,  stammt von der Ehefrau des ersten Schiffskapitäns. Das Schiff wurde 1998 umgebaut und hat heute eine Länge von rund 23 Meter mit einer Breite von 4,5 Meter. Die Initiative für das Museum ging von dem früheren Lehrer für Biologie und Chemie, Vincent van Loon, aus. Van Loon möchte mit den Besuchern mit dem Museum aufzeigen, wie es ist auf einem Wohnboot zu leben und wie das Frachtschiff früher eingesetzt wurde.
Bis 2004 hatte das Museum rund 25.000 Besucher und fand auch internationale Beachtung, unter anderem durch das deutsche, japanische und koreanische Fernsehen. Das Museum ist eine private Initiative und wird ohne Subventionen betrieben. Im Gegensatz zu vielen anderen Museen können Fotos gemacht werden und im Wohnzimmer (zitkamer), das im Stil der 1950er Jahre eingerichtet ist, befindet sich ein Café. Die Einrichtung vermittelt dem Besucher einen realistischen Eindruck, als wäre das Boot noch bewohnt und zeigt, wie Niederländer auf einem Wohnboot leben. Allein in Amsterdam leben rund 6000 Menschen (Stand Anfang 2013) auf Wohnbooten.
Das Woonboot-Museum hat einen Laden, unter anderem mit Büchern über Wohnboote.  Die Ausstellung des Museums informiert über „alle Aspekte des Lebens auf dem Hausboot“. In 20 Sprachen ist ein Prospekt erhältlich, der viele Fragen über Wohnboote beantwortet.
Im Café gibt es Kaffee, Tee und Erfrischungsgetränke. Für Kinder besteht eine Möglichkeit zum Spielen. Der „Baedeker Allianz Reiseführer Amsterdam“ beschreibt das Wohnboot-Museum mit den Worten: „Seit Sommer 1997 bereichert das Woonbootmuseum die Museumslandschaft von Amsterdam. Auf der Höhe der Hausnummer 296 liegt «Hendrika Maria», ein 1904 erbauter Kiesfrachter. Der Frachtraum ist zu einem behaglichen Wohn-/Schlafraum umgestaltet.“
Das Museum soll das einzige dieser Art auf der Welt sein.
Das Museum liegt am Anfang der Elandsgracht gegenüber dem Johnny Jordaan-Plein in der Prinsengracht 296 K.